# Fundació Friedrich Ebert
La Fundació Friedrich Ebert (alemany: Friedrich-Ebert-Stiftung e.V; Abreviatura: FES) és una Fundació de partits polítics alemanys associats al Partit Socialdemòcrata d'Alemanya (SPD), però independent d'aquest. Establert el 1925 com a llegat polític de Friedrich Ebert, el primer president elegit democràticament a Alemanya, és la fundació associada al partit més gran i antiga. Té la seu central a Bonn i Berlín, i té oficines i projectes a més de 100 països. És l'organització més antiga d'Alemanya per promoure la democràcia, l'educació política i promoure estudiants amb excel·lents capacitats intel·lectuals i personalitat.

## Història
El FES va rebre el nom de Friedrich Ebert (1871-1925), president socialdemòcrata d'Alemanya, 1919-1925. En el seu testament, va especificar que la recaptació de les donacions al seu funeral s'hauria d’utilitzar per crear una fundació. El president de l'SPD en aquell moment, Konrad Ludwig, va rebre la responsabilitat de construir aquesta fundació, cosa que va fer pocs dies després de la mort d'Ebert, el 1925. La principal preocupació de la fundació era treballar contra la discriminació dels treballadors en l'àmbit de l'educació: "La Fundació Friedrich Ebert persegueix l'objectiu de donar ajuts governamentals als joves proletaris capacitats per finançar una educació en institucions acreditades per l'Estat. Com a principi bàsic, només rebran finançament aquelles persones que tinguin una recomanació de l’organització del partit". (Anuari SPD 1926) A finals de 1931, 295 estudiants havien estat finançats amb més de 52.000 punts. Malauradament, en aquest punt el finançament de la fundació va caure a conseqüència de la Gran Depressió. La FES era una secció de l'Organització Social Democràtica i de l'Educació i va ser prohibida juntament amb el mateix partit el 1933 pels nazis. El 1946, la FES es va restituir a l'assemblea fundacional de la Federació Estudiantil Alemanya Socialista. El 1954, la FES es va reestructurar en una organització benèfica "per al progrés de l'educació democràtica". Això va establir el FES com un institut independent i autònom. A més dels programes d’educació, la FES també ha treballat en l’àmbit de l'ajuda al desenvolupament des dels anys seixanta. En aquest esforç, ha donat suport als moviments de democràcia i llibertat, per exemple al Congrés Nacional Africà (ANC), i ha tingut un paper important en la superació dels règims dictatorials a Grècia, Espanya i Portugal. Per tant, no va ser casualitat que el Partit Socialista de Portugal es formés en una escola FES de la ciutat alemanya de Bad Münstereifel.
L'estat alemany va subvencionar el treball de la fundació amb 170 milions d'euros el 2018.

## Fundació acadèmica Friedrich-Ebert-Stiftung
La Fundació Acadèmica Friedrich-Ebert-Stiftung (FES) és una de les tretze organitzacions per a la promoció de joves talents (Begabtenförderwerke) a Alemanya. Menys de l'1% dels estudiants alemanys aconsegueix una beca en alguna de les tretze organitzacions (és a dir, FES, Studienstiftung, Fundació Konrad Adenauer, Fundació Friedrich Naumann, Fundació Hanns Seidel, Fundació Heinrich Böll, Fundació Rosa Luxemburg, Cusanuswerk, Fons de beques Ernst Ludwig Ehrlich). És finançat i subvencionat pel Ministeri Federal d’Educació i Investigació i dona suport a estudiants amb èxits acadèmics i polítics destacats. Els premis s'atorguen després d’un procés de selecció en diverses etapes i es basen en notes, cartes de recomanació, cartes de motivació, compromís polític i social, així com personalitat i caràcter. Fins avui ha patrocinat més de 12.000 becaris. Més del 90% dels graduats amb distinció patrocinats. El 2005 hi havia 1.731 estudiants al programa, dels quals el 51% eren dones.
Més enllà del suport financer, els becaris també reben l'anomenat suport ideològic, que prové de les oportunitats d’assistir a seminaris polítics, conferències i altres activitats, que poden ser qualificacions laborals importants. Els estudiants tenen assignats assessors que treballen amb ells durant la durada de les beques.
El FES va tenir el seu propi centre de conferències al Venusberg de Bonn per a aquestes activitats fins al seu tancament el 2009. Cada any, els concessionaris voten una junta durant la conferència nacional a l'Institut Gustav Stresemann de Bonn. Aquest consell serveix durant l’any vinent complet com a representació dels becaris per al diàleg amb la fundació. La FES manté un lloc web ( www.fes-stip.de) per establir xarxes entre els concessionaris, que inclou una àmplia varietat de llistes de correu, serveis i eines de comunicació.

## Altres activitats

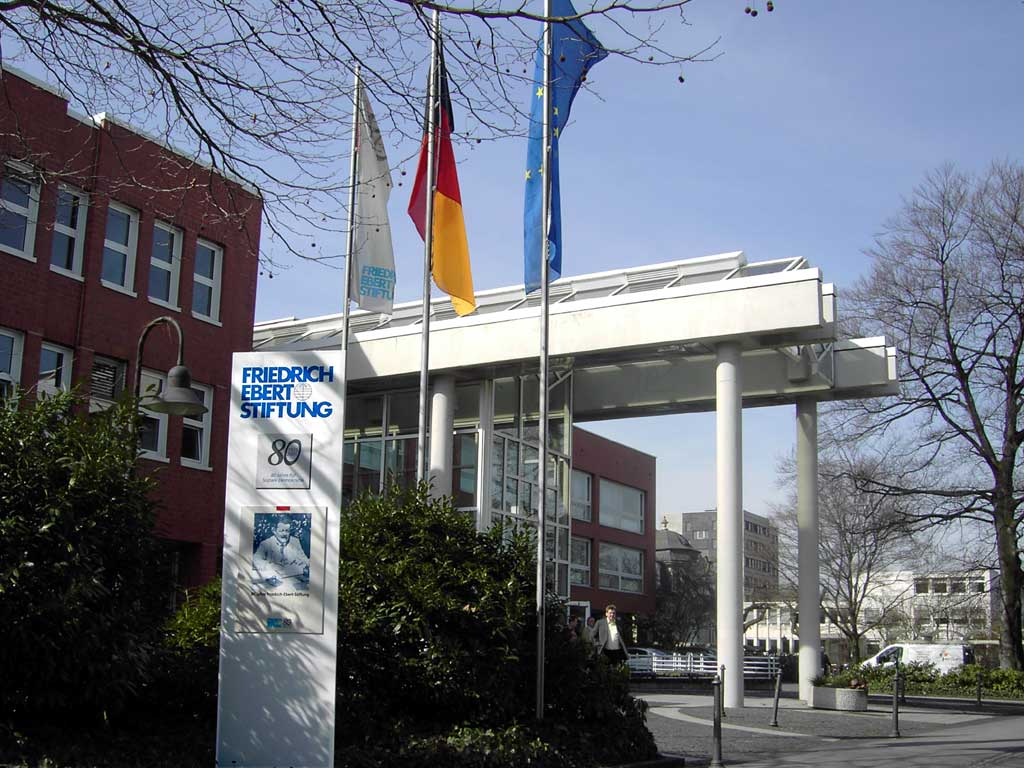
Fundació Friedrich Ebert a Bonn

Avui en dia, els objectius principals de la Fundació Friedrich Ebert són promoure l'educació política i social de persones de tots els àmbits de la vida amb esperit democràtic i pluralista, permetre als joves l’oportunitat d’estudiar i investigar mitjançant subvencions i treballar cap a la comprensió internacional i cooperació.
La fundació dona feina a diversos centenars d’empleats a les seves oficines de Bonn i Berlín, així com a 14 oficines regionals i una acadèmia a Alemanya i a més de 100 agències estrangeres. Es finança principalment mitjançant subvencions del pressupost federal i dels pressupostos dels diferents Bundesländer.
Des de 1971, els estudiants estrangers també han tingut l’oportunitat de rebre subvencions mitjançant fons solidaris. La preferència d’aquestes subvencions és per a persones que són perseguides per motius polítics, racials o religiosos. El finançament d’aquest programa prové exclusivament de donacions de becaris actuals i antics. El programa ha ajudat a més de 1.000 estudiants. Actualment hi ha 31 estudiants que formen part del programa solidari. Cada any es trien dos becaris d’aquest programa a la conferència de Bonn per treballar al comitè de direcció del fons.
El centre d’investigació històrica de la fundació també conté l’Arxiu de la socialdemocràcia i les seves biblioteques a Bonn i a la casa Karl Marx de Trèveris. Es tracta d’una de les col·leccions més grans de documents sobre història social i història del moviment obrer.
Des de 1982, la fundació ha concedit un premi de 10.000 euros anomenat Das politische Buch ("El llibre polític") per promoure llibres polítics notables. El premi serveix per recordar a la gent les cremades de llibres nazis del 10 de maig de 1933.

## Presidents des de 1953
- Gerhard Weisser 1953–1970
- Alfred Nau 1970–1983
- Heinz Kühn 1983–1987
- Holger Börner 1987-2003, premi guardonat des del 2003 fins a la seva mort el 2006
- Anke Fuchs 2003–2010
- Peter Struck el 2010 fins a la seva mort el desembre del 2012
- Kurt Beck i Dieter Schulte (interí des de la mort de Struck)